# Janvier 1803

## Événements

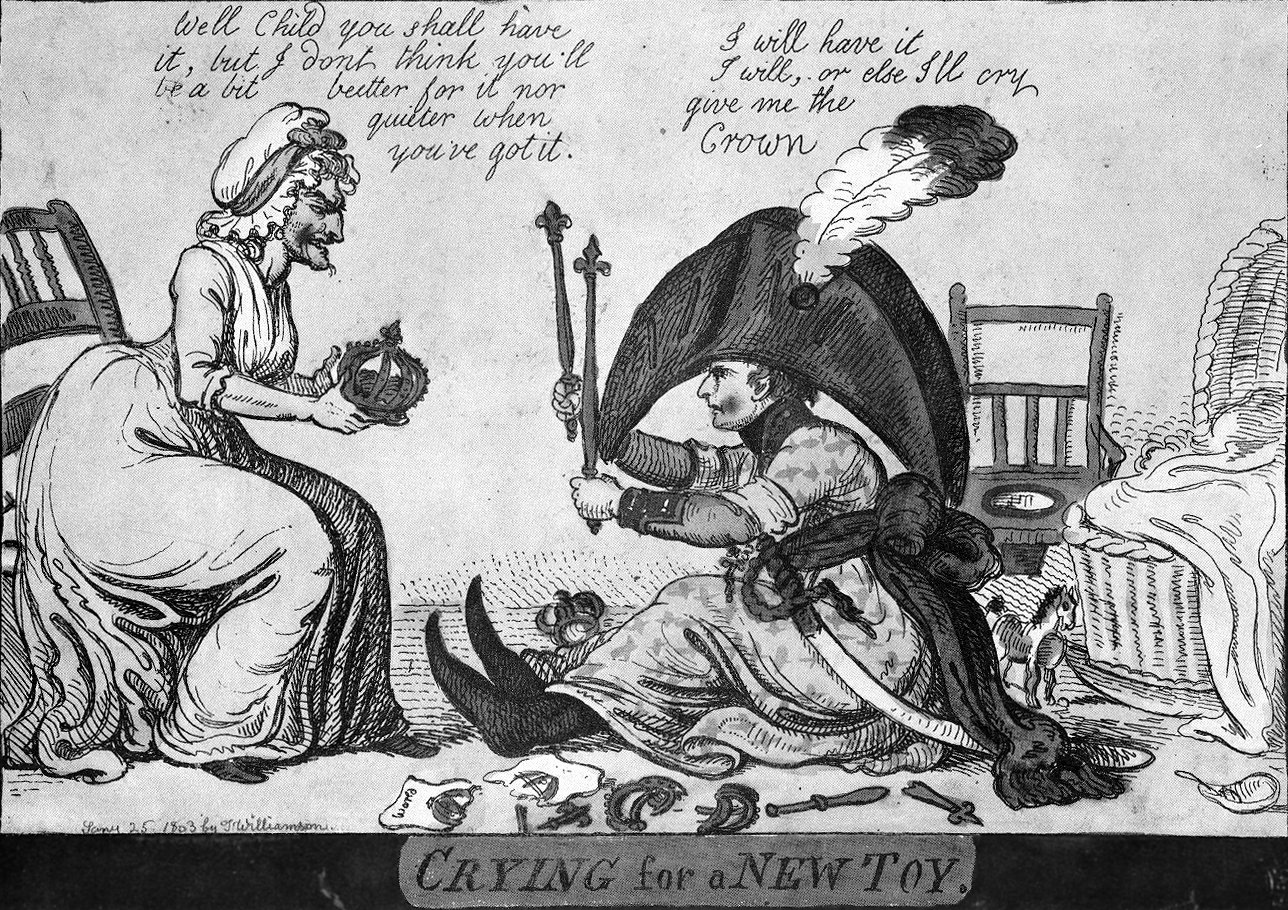
Napoléon pleurant pour un nouveau jouet, caricature anglaise attribuée à Isaac Cruikshank, 25 janvier 1803

- 1er janvier : abolition du commerce négrier par le Danemark[1].

- 4 janvier, France : création des sénatoreries.

- 23 janvier, France : arrêté consulaire réorganisant l'Institut de France en quatre classe, supprimant la classe des sciences morales et politiques[2].

- 30 janvier : les américains James Monroe et Robert Livingston naviguent vers la France, pour aller à Paris et discuter et même acheter La Nouvelle-Orléans ; ils finissent par conclure l'achat de la Louisiane avec François Barbé-Marbois.

## Naissances
- 1er janvier : Guglielmo Libri Carucci dalla Sommaja (mort en 1869), mathématicien et bibliophile italien.
- 15 janvier : Heinrich Daniel Ruhmkorff, physicien allemand († 20 décembre 1877).

## Décès
- 18 janvier : Sylvain Maréchal, écrivain, poète, pamphlétaire français, précurseur de l’anarchisme (° 15 août 1750).
- 19 janvier : Marcus Herz (né en 1747), médecin et philosophe allemand.